# دراسات أوروبية
الدراسات الأوروبية هي حقل من حقول الدراسة الذي تُقدمه العديد من الكليات والجامعات والذي يركز على التطورات الحالية في التكامل الأوروبي.
وتقدم بعض البرامج منهجًا خاصًا بالعلوم الاجتماعية أو الإدارة العامة مع التركيز على التطورات في الاتحاد الأوروبي. وعادة ما تتضمن هذه البرامج مزيجًا من العلوم السياسية والسياسة العامة للاتحاد الأوروبي والتاريخ الأوروبي والقانون الأوروبي والاقتصاد وعلم الاجتماع. وتتناول جامعات أخرى الموضوع بطريقة أوسع نطاقًا، بما في ذلك مواضيع مثل الثقافة الأوروبية والأدب الأوروبي واللغات الأوروبية. وفي حين تركز جميع البرامج على دراسة الاتحاد الأوروبي، فإنها غالبًا ما تغطي موضوعات وطنية (من منظور مقارن) أيضًا.
ويضم موضوع الدراسة العلوم الإنسانية والعلوم الاجتماعية. تتضمن التخصصات المشمولة في الدراسات الأوروبية ما يلي:
- علم الإنسان
- الدراسات الثقافية
- علم الاقتصاد
- اللغات الأوروبية
- الجغرافيا
- التاريخ
- العلاقات الدولية
- القانون
- لغويات
- الأدب
- الفلسفة
- علم النفس
- العلوم السياسية
- الإدارة العامة
- علم الاجتماع

في حين أن أقسام الدراسات الأوروبية أكثر شيوعًا على ما يبدو في أوروبا من أي مكان آخر، إلا أن هناك أقسامًا مخصصة للدراسات الأوروبية خارج أوروبا، منها على سبيل المثال أمريكا الشمالية وآسيا وأستراليا.